# Sagan om Ringen
Sagan om Ringen (editado en el Reino Unido como Music Inspired by Lord of the Rings) es un álbum instrumental de rock progresivo del músico sueco Bo Hansson. Como sugiere su título, es un álbum conceptual basado en la novela de fantasía heroica El Señor de los Anillos, del escritor británico J. R. R. Tolkien. El álbum se publicó originalmente en Suecia a finales de 1970, bajo el título en sueco Sagan om Ringen, y fue posteriormente reeditado internacionalmente como Music Inspired by Lord of the Rings en septiembre de 1972. El disco alcanzó el top 40 de la UK Album Chart y fue certificado como disco de oro en el Reino Unido y Australia. También tuvo un éxito moderado en los Estados Unidos, donde alcanzó el puesto 154 en la Billboard Top LPs & Tapes Chart. Music Inspired by Lord of the Rings es el único lanzamiento de Hansson que ha alcanzado las listas de éxitos en el Reino Unido y los Estados Unidos, y es, por tanto, su trabajo más conocido y su álbum de mayor éxito.

## Historia
La carrera profesional de Bo Hansson empezó como integrante de Hansson & Karlsson. Ese dúo era bastante conocido en su Suecia natal y entre 1967 y 1969 había lanzado varios álbumes con buena acogida. Sin embargo, a principios de 1969, Janne Karlsson, la pareja musical de Hansson, se embarcó en una exitosa carrera de presentador televisivo y comediante, que llevó el dúo a su ruptura.

### Composición y grabación
Encandilado por una copia de El Señor de los Anillos de J. R. R. Tolkien que le había «mangado» a su novia, Hansson se mudó al apartamento vacante de un amigo y empezó a componer. Allí fue trabajando en una interpretación musical del libro, produciendo varios demos del material que posteriormente incluiría en el álbum. Cuando el desafortunado amigo regresó, se encontró que había sido desalojado del apartamento tras numerosas quejas de los vecinos por el «ruido» que Hansson estaba creando.
Entonces Hansson se dirigió al ingeniero de sonido y fundador de Silence Records, Anders Lind, con las demos y su idea de grabar un álbum basado en El Señor de los Anillos. Lind, agradado por las demos accedió a editar el álbum con su sello. Sin embargo, la inmadura discográfica no podía costear el caro tiempo de estudio necesario para producir el álbum, por lo que decidieron convertir una pequeña casa de veraneo de Hansson en la remota isla de Älgö, en el archipiélago de Estocolmo, en un estudio de grabación casero.
Allí se retiraron Hansson, Lind y el baterista Rune Carlsson y pasaron el invierno de 1969 grabando el que se convertiría en el álbum de debut en solitario de Hansson en una grabadora de cuatro pistas prestada. El avispado Lind incluso se las apañó para usar la única grabadora de ocho pistas que había en Suecia en aquella época, en el estudio de la Sveriges Radio, con el pretexto de estar interesado en probarla para comprar una para él. Una vez allí, incluso persuadió a los músicos de sesión Gunnar Bergsten y Sten Bergman para dar cuerpo a las grabaciones. 
A principios de 1970 se trasladaron al estudio Decibel, en Estocolmo, para completar el álbum. Hansson declaró que su intención original era incluir una sección de cuerda y otros instrumentos exóticos, como el arpa, pero que las limitadísimas finanzas de Silence Records obligaron a la grabación de la inmensa mayoría del álbum tan solo con sus primitivos órgano Hammond y sintetizador modular Moog.

### Publicación en Suecia
El álbum fue publicado en Suecia por Silence Records en diciembre de 1970, con el título Sagan om Ringen (literalmente ‘La saga del Anillo’, que es el título de la primera traducción al sueco de El Señor de los Anillos). Tuvo un éxito comercial modesto en su país natal, pero recibió una alta rotación en la emisora P3 de la radio pública sueca Sveriges Radio. Tras el lanzamiento inicial, Hansson compuso material adicional basado también en el libro de Tolkien y, consecuentemente, las ediciones posteriores del álbum contenían pistas no presentes en el lanzamiento original en Suecia.

### Lanzamiento internacional
Las noticias del éxito y la popularidad del álbum en Suecia llegaron al Reino Unido, y Tony Stratton-Smith compró su licencia para su sello Charisma Records en 1972. Sin embargo, Hansson y Charisma fueron forzados a dar al álbum en inglés el título alargado Music Inspired by Lord of the Rings, ante la insistencia de Tolkien y sus editores Allen & Unwin. Los editores de Tolkien también lograron en cierta medida determinar el contenido del álbum, pues según declaró Hansson al periodista musical Tony Tyler para el número del 18 de noviembre de 1972 de New Musical Express: «en un principio intenté usar voces —quizá una soprano joven— en las pistas pero cuando contactamos con George Allen and Unwin opusieron un firme “no” a la idea. Así que tuvimos que usar el término “inspirado” por El Señor de los Anillos, y tuvimos que mantenerlo puramente instrumental».
El álbum fue lanzado en el Reino Unido por Charisma Records en septiembre de 1972, bajo el título Music Inspired by Lord of the Rings, bajo la cobertura de una intensiva campaña publicitaria en televisión. Sólo en el Reino Unido hubo miles de reservas de álbum por adelantado antes del lanzamiento, y se hizo rápidamente popular entre los fanes del rock progresivo. La mezcla en el álbum de música extraña, «de otro mundo», y ambientación «tolkienesca» resultó una combinación popular en los primeros 70, una época en la que el interés de los universitarios por los escritos de Tolkien estaba en su máximo histórico. El álbum alcanzó el puesto 34 en la UK Album Chart en noviembre de 1972 y el 154 en la Billboard Top LPs & Tapes Chart en mayo de 1973, acreditando un disco de oro en el Reino Unido y Australia. Aunque oficialmente no se extrajeron sencillos del álbum, Charisma editó en 1974 un sencillo promocional con la canción «The Black Riders & Flight to the Ford».

### Reediciones
Music Inspired by Lord of the Rings fue reeditado por Charisma Records en 1977, con una nueva ilustración de portada del ilustrador de fantasía Rodney Matthews. Posteriormente fue reeditado en los Estados Unidos por PVC Records en 1979, con su portada original de 1972. Este álbum fue publicado en CD por vez primera en 1988 por Silence Records como una «versión extendida y remezclada», con once pistas adicionales tomadas de los otros álbumes de Hansson de los 70 Ur trollkarlens hatt y Mellanväsen. Fue reeditado en disco compacto por segunda vez por Resource Records en 1993, de nuevo en una versión remezclada, pero en esta ocasión sin pistas adicionales. En 2002 el álbum fue reeditado de nuevo por Silence y Virgin Records, con la inclusión de la pista adicional inédita titulada «Early Sketches from Middle Earth» (‘Primeros borradores de la Tierra Media’).
| Fecha              | Sello            | Formato | País           | Catálogo   | Notas                                                                          |
| ------------------ | ---------------- | ------- | -------------- | ---------- | ------------------------------------------------------------------------------ |
| Diciembre de 1970  | Silence          | LP      | Suecia         | SRS 4600   | Edición original sueca, bajo el título Sagan om ringen.                        |
| Septiembre de 1972 | Charisma         | LP      | Reino Unido    | CAS 1059   | Edición original británica, titulada Music Inspired by Lord of the Rings.      |
| Octubre de 1972    | Charisma/Buddah  | LP      | Estados Unidos | CAS 1059   | Edición original estadounidense, titulada Music Inspired by Lord of the Rings. |
| 1977               | Charisma         | LP      | Reino Unido    | CAS 1059   | Reedición con la cubierta de Rodney Matthews.                                  |
| 1979               | PVC              | LP      | Estados Unidos | PVC 7907   |                                                                                |
| 1988               | Silence          | CD      | Suecia         | SRSCD 4600 | «Versión extendida y remezclada», con once pistas adicionales.                 |
| 1988               | Silence          | LP      | Suecia         | SRS 4600   |                                                                                |
| 1993               | Silence/Resource | CD      | Suecia         | RESCD 508  |                                                                                |
| 1996               | Edsel            | CD      | Reino Unido    | EDCD 493   |                                                                                |
| 1996               | One Way          | CD      | Estados Unidos | OW 33654   |                                                                                |
| 2000               | Silence          | CD      | Suecia         | SRSCD 3600 | Reedición en CD titulada The Lord of the Rings/Sagan om Ringen.                |
| 2002               | Silence          | CD      | Suecia         | CDV2960    | Reedición en CD con una pista adicional.                                       |
| 2002               | Virgin           | CD      | Estados Unidos | 12061      | Reedición en CD con una pista adicional.                                       |

## Pistas
Toda la música compuesta por Bo Hansson. 
| Cara A |                                                |          |  |
| N.º    | Título                                         | Duración |  |
| 1.     | «Leaving Shire»                                | 3:28     |  |
| 2.     | «The Old Forest & Tom Bombadil»                | 3:43     |  |
| 3.     | «Fog on the Barrow-Downs»                      | 2:29     |  |
| 4.     | «The Black Riders & Flight to the Ford»        | 4:07     |  |
| 5.     | «At the House of Elrond & the Ring Goes South» | 4:40     |  |
| 19:46  |                                                |          |  |

| Cara B |                                                          |          |  |
| N.º    | Título                                                   | Duración |  |
| 6.     | «A Journey in the Dark»                                  | 1:10     |  |
| 7.     | «Lothlórien»                                             | 4:01     |  |
| 8.     | «Shadowfax»                                              | 0:51     |  |
| 9.     | «The Horns of Rohan & the Battle of the Pelennor Fields» | 3:57     |  |
| 10.    | «Dreams in the House of Healing»                         | 1:56     |  |
| 11.    | «Homeward Bound & the Scouring of the Shire»             | 2:54     |  |
| 12.    | «The Grey Havens»                                        | 4:57     |  |
| 19:46  |                                                          |          |  |

| Pistas adicionales de la reedición en CD de 1988 |                                           |          |  |
| N.º                                              | Título                                    | Duración |  |
| 13.                                              | «Findhorn's Song»                         | 1:36     |  |
| 14.                                              | «Before the Rain»                         | 1:30     |  |
| 15.                                              | «Fylke»                                   | 1:52     |  |
| 16.                                              | «Playing Downhill into the Downs»         | 1:45     |  |
| 17.                                              | «Wandering Song»                          | 3:16     |  |
| 18.                                              | «Excursion with Complications» (Part One) | 1:55     |  |
| 19.                                              | «Rabbit Music - Intro»                    | 0:38     |  |
| 20.                                              | «Attic Thoughts - Repose»                 | 2:18     |  |
| 21.                                              | «Attic Thoughts - Wandering»              | 2:23     |  |
| 22.                                              | «Rabbit Music - Fiver»                    | 2:43     |  |
| 23.                                              | «A Happy Prank»                           | 3:17     |  |
| 23:13                                            |                                           |          |  |

| Pista adicional de la reedición en CD de 2002 |                                    |          |  |
| N.º                                           | Título                             | Duración |  |
| 13.                                           | «Early Sketches from Middle Earth» | 8:52     |  |
| 8:52                                          |                                    |          |  |

## Créditos

### Músicos

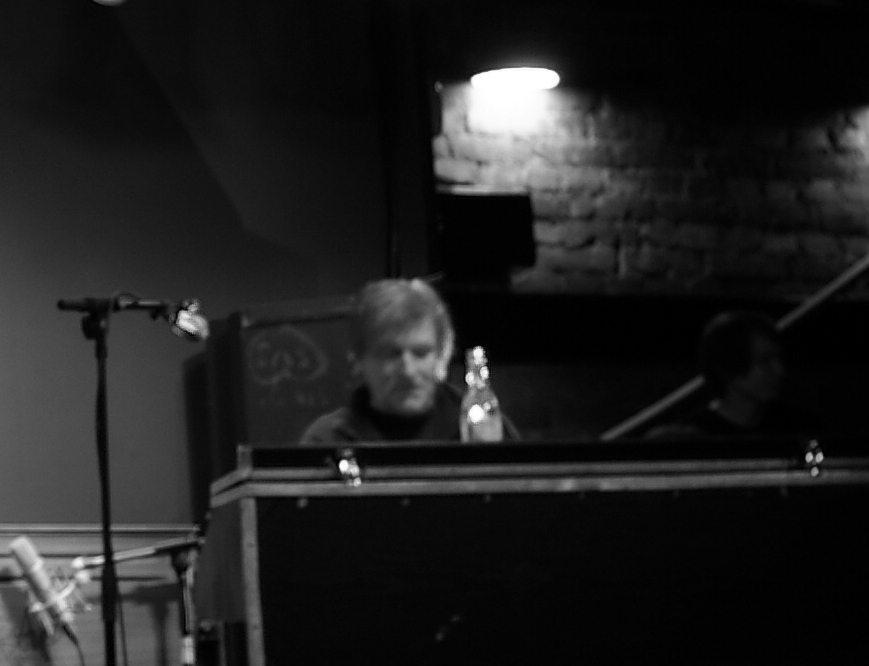
Bo Hansson actuando en directo en 2007 en el club de jazz Fasching.

- Bo Hansson: órgano, guitarra, sintetizador modular Moog y bajo eléctrico;
- Rune Carlsson: batería y congas;
- Gunnar Bergsten: saxofón;
- Sten Bergman: flauta.

### Producción
- Anders Lind y Bo Hansson: producción;
- Peter Lindholm: pintura de portada de la edición original de 1970;
- Jane Furst: dibujo de portada de la edición de 1972;
- Rodney Matthews: dibujo de portada de la reedición de 1977.

## Crítica
Hoy muchos críticos consideran este álbum un clásico de su género, el rock progresivo, así como el mejor trabajo de Hansson. Además, puede ser visto como un ejemplo temprano de rock multiinstrumental, precediendo álbumes similares de los 70 de artistas como Mike Oldfield, Rick Wakeman, o Brian Eno. En su libro The Billboard Guide to Progressive Music, Bradley Smith describe el álbum como «un clásico temprano de la música espacial» y Bruce Eder, escritor del sitio web Allmusic, lo ha comentado como «una de las pocas grabaciones instrumentales de rock progresivo que soportan una audición repetida». Además, Charles Snider anota en The Strawberry Bricks Guide to Progressive Rock que sus «tranquilas pero siniestras melodías de órgano son más similares a las de Pink Floyd que a cualquier cosa de cuentos de hadas o electrónica». En su crítica para el sitio Dutch Progressive Rock, Nigel Camilleri también compara el álbum con las primeras grabaciones de Pink Floyd, pero es crítico con su generalizada falta de variedad y sus sonidos de teclado y sintetizador, a los que tacha de desfasados.